# Łukasz Krasoń
Łukasz Krasoń (ur. 22 lipca 1988 w Piotrkowie Trybunalskim) – polski działacz społeczny i mówca motywacyjny, sekretarz stanu w Ministerstwie Rodziny, Pracy i Polityki Społecznej (od 2023), pełnomocnik rządu ds. osób niepełnosprawnych (od 2023).

## Życiorys
Wychowywał się w Gorzkowicach. Choruje na dystrofię mięśniową, od siódmego roku życia porusza się na wózku inwalidzkim. W 2008 podjął nieukończone studia na kierunku multimedia w Polsko-Japońskiej Akademii Technik Komputerowych. Od 2011 do 2012 mieszkał w Barcelonie, następnie powrócił do Warszawy, gdzie zamieszkał na stałe. Zajął się działalnością jako mówca motywacyjny, prowadząc spotkania w Polsce i za granicą. Zorganizował m.in. Ogólnopolski Konwój Rowerowy „Wstań i Jedź” w 2013, na podstawie którego opublikował książkę. Działał także jako felietonista, komentator medialny oraz ekspert ds. zrównoważonego rozwoju i społecznej odpowiedzialności biznesu.
Bez powodzenia kandydował do Sejmu w 2019 z listy Koalicji Obywatelskiej i w 2023 z ramienia Trzeciej Drogi. Od 2020 działacz Instytutu Strategie 2050 związanego z partią Polski 2050 Szymona Hołowni, do której także przystąpił. Z jej rekomendacji 27 grudnia 2023 został powołany na stanowisko sekretarza stanu w Ministerstwie Rodziny, Pracy i Polityki Społecznej oraz pełnomocnika rządu ds. osób niepełnosprawnych.
Syn Włodzimierza i Zofii. Żonaty z Danutą, ma syna Adama.